# Jakobsmitteltor

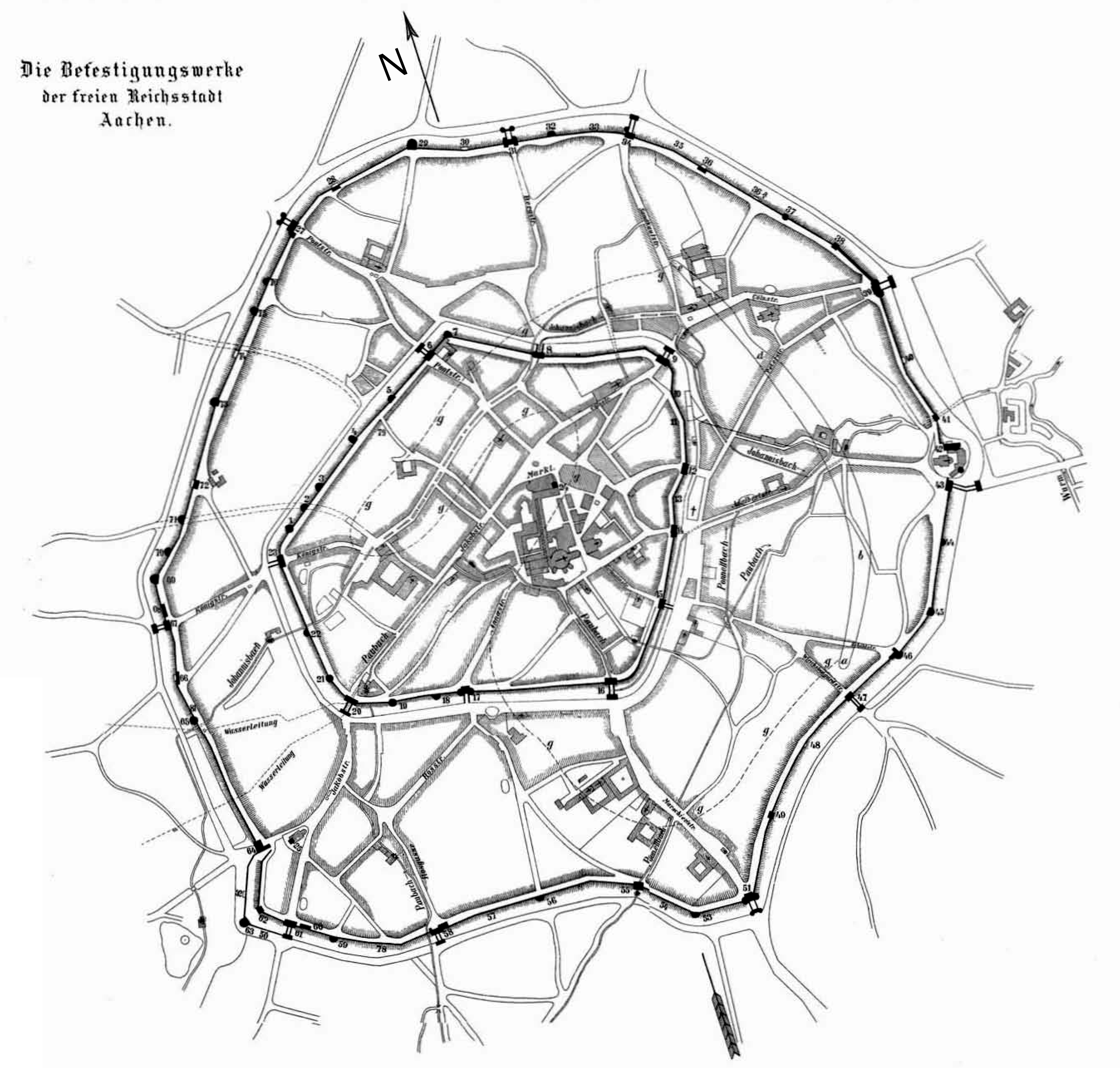
Overzicht van de vestingwerken in Aken. Nummer 20 is de Jakobsmitteltor.

De Jakobsmitteltor (Porta decumana) was een stadspoort en maakte deel uit van de tussen 1171 en 1175 gebouwde binnenste stadsmuren van de Duitse stad Aken. De stadspoort bestaat niet meer.

## Locatie
In de binnenste ringmuur stond de Jakobsmitteltor in het westzuidwesten tussen de Scherptor (in het oostzuidoosten) en de Königsmitteltor (in het noorden). Ze bevond zich waar vroeger en tegenwoordig nog de Jakobstraße ligt, aan de centrumkant voor de Löhergraben en de Karlsgraben. Tussen de Scherptor en de Jakobsmitteltor bevonden zich twee weertorens en tussen de Jakobsmitteltor en de Königsmitteltor bevonden zich twee weertorens.
De Jakobsmitteltor had later als directe equivalent in de buitenste stadsmuren de Jakobstor. De beide poorten waren onderling rechtstreeks met elkaar verbonden via de Jakobstraße. Vanuit de Jakobsmitteltor kon men ook naar de Junkerstor die aan de straat lag die naar het westen aftakte vanaf de Jakobstraße en over Vaals naar Maastricht voerde.
De stadspoort was een van de belangrijkste stadspoorten van de stad, samen met de Pontmitteltor in het noorden, de Kölnmitteltor in het oosten en de Marschiermitteltor in het zuiden.
Tussen de Jakobsmitteltor en de Königsmitteltor hielden de Karlsschützen hun schijfschieten, waarvan de huidige Karlsgraben zijn naam ontleend heeft.

## Geschiedenis
De poort was onderdeel van de binnenste stadsmuren die op instigatie van Frederik I van Hohenstaufen tussen 1171 en 1175 gebouwd zijn.
De Jakobsmitteltor was onderdeel van de route voor de doorvoer van belastingplichtige goederen, die door Aken doorgevoerd werden.
De naam van de poort was oorspronkelijk Jakobstor, maar omdat er in het verlengde van de Jakobstor een tweede poort werd gebouwd kreeg die de naam Jakobstor. Om verwarring te voorkomen werden veel poorten van de binnenste stadsmuur de toevoeging "mittel" gegeven.
Aan het einde van de 16e eeuw werd de Jakobsmitteltor gesloopt.